# Гимназия № 1543 имени Юрия Владимировича Завельского
Московская гимназия на Юго-Западе № 1543 имени народного учителя Российской Федерации Ю.В. Завельского— школа в Москве (район Тропарёво-Никулино), гимназия с 1994 года (с 1991 экспериментальная гимназия). Открыта 1 сентября 1975 года как средняя школа № 43. В гимназии есть специализированные классы математического, историко-филологического, биологического и физико-химического профилей. Ученики школы многократно занимали призовые места на всероссийских и международных предметных олимпиадах.
С момента основания и до 2018 года директором был Юрий Владимирович Завельский.
Ю. В. Завельский так описывал в одном из интервью в январе 2003 года историю появления в 43-й школе специальных классов:
История такова — сначала в 1986 году в 43 школу пришёл Борис Петрович Гейдман. Мне тогда нужен был учитель математики, я нашёл его через своих знакомых. И когда пришёл Борис Петрович, я через какое-то время понял, что это — тот учитель, который способен дать детям не то обычное, традиционное математическое образование, которое давали тогда все школы, даже в хорошем исполнении, но и дать образование повышенного уровня. И тогда мы открыли первый класс с углублённым изучением математики, в который Борис Петрович набирал учеников для себя сам. Так появились математические классы. А потом, когда возникла гимназия, наряду с математическими появились классы гуманитарные. Потом пришёл Сергей Менделевич Глаголев, я его взял специально для того, чтобы он мне помог организовать биологический профиль — так образовались три профиля, которые работают у нас до сегодняшнего дня. Плюс физико-химический профиль, который мы открыли в позапрошлом году.
В апреле 2025 года школе был официально возвращён статус гимназии и было присвоено имя Юрия Владимировича Завельского